# Przewiercień cienki
Przewiercień cienki (Bupleurum tenuissimum L.) – gatunek rośliny z rodziny selerowatych.

## Rozmieszczenie geograficzne
Występuje w północno-zachodniej Afryce (od Maroka po Tunezję) oraz w południowej i środkowej Europie od Portugalii na zachodzie po Kaukaz i Azję Mniejszą na wschodzie. Północna granica zasięgu sięga do Wielkiej Brytanii, Danii, Szwecji, Polski i Ukrainy. 
W Polsce rośnie tylko w Niecce Nidziańskiej na trzech współczesnych stanowiskach: Szczerbaków, Gadawa i Solec-Zdrój. Podawany był z wydm nadmorskich na wyspie Uznam i z okolic Jarosławca, poza tym z okolic Nowogrodu Bobrzańskiego.

## Morfologia

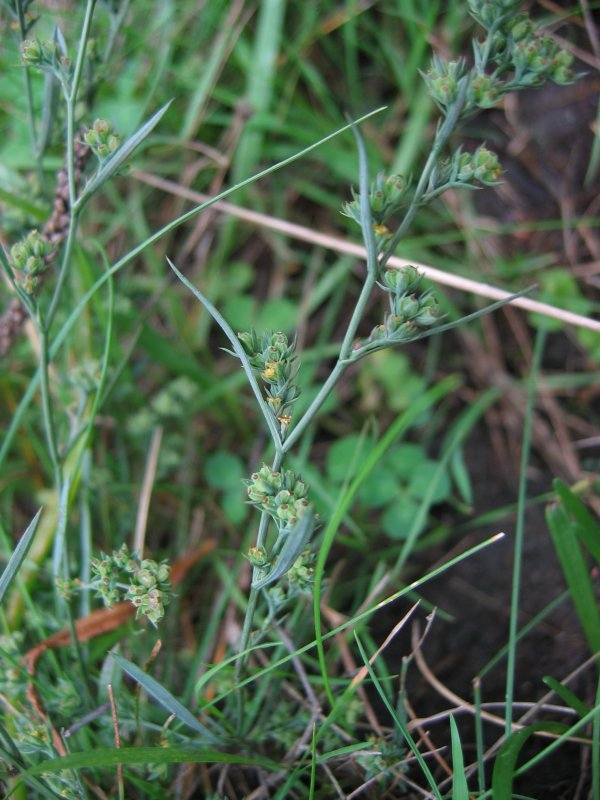
Pokrój

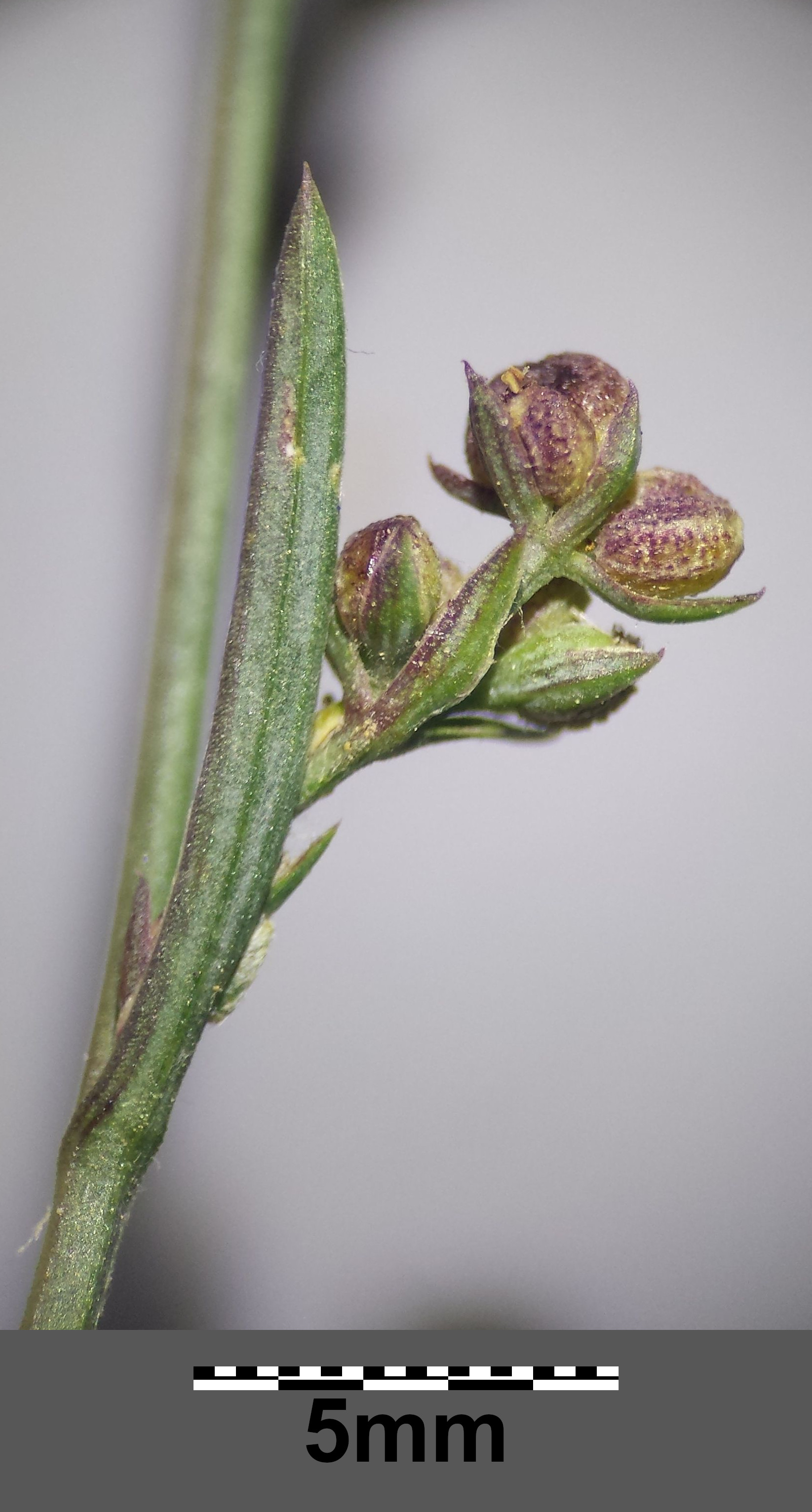
Owoce

PokrójSinawozielona roślina zielna z cienkim, wrzecionowatym korzeniem. Łodyga osiąga od 10 do 75 cm wysokości, rozgałęzia się od nasady, może być obła lub kanciasta.
LiścieRównowąskie lub równowąsko lancetowate; osiągają 2–5 cm długości i 1–4 mm szerokości. Dolne zwężone są w krótkie ogonki, górne są siedzące. Wiązki przewodzące są prawie równoległe i jest ich od 3 do 9.
KwiatyZebrane po 3–5 w baldaszki, a te po 1–6 w baldachy złożone. Pokrywy i pokrywki są 3–5-listkowe, równowąskie do lancetowatych, 3-nerwowe. Płatki korony drobne – do 0,5 mm długości, są półkoliste lub nieco wydłużone, żółtawozielone lub czerwonawożółtawe.
OwoceJajowate lub jajowato kulistawe rozłupnie o długości do 0,5 mm. Pokryte podłużnymi, ostrymi i falistymi żebrami, poza tym brodawkowane.

## Biologia i ekologia
Roślina jednoroczna, halofit. Rośnie przy słonych źródłach, na słonych łąkach i na wydmach nadmorskich. Kwitnie od sierpnia do listopada.

## Zagrożenia i ochrona
Kategorie zagrożenia gatunku:
- Kategoria zagrożenia w Polsce według Czerwonej listy roślin i grzybów Polski (2006)[6]: E (wymierający, krytycznie zagrożony); 2016: CR (krytycznie zagrożony)[7]
- Kategoria zagrożenia w Polsce według Polskiej czerwonej księgi roślin: CR (critical, krytycznie zagrożony)[8]

Od 2014 r. roślina podlega w Polsce ochronie gatunkowej.